# Memphis Grizzlies 2006-2007
La stagione 2006-07 dei Memphis Grizzlies fu la 12ª nella NBA per la franchigia.
I Memphis Grizzlies arrivarono quinti nella Southwest Division della Western Conference con un record di 22-60, non qualificandosi per i play-off.

## Roster
| N° | Naz.                   | Ruolo | Sportivo           | Anno | Alt. | Peso |
| -- | ---------------------- | ----- | ------------------ | ---- | ---- | ---- |
| 1  | Stati Uniti (bandiera) | G     | Kyle Lowry         | 1986 | 183  | 79   |
| 3  | Stati Uniti (bandiera) | G     | Chucky Atkins      | 1974 | 180  | 73   |
| 4  | Stati Uniti (bandiera) | A     | Stromile Swift     | 1984 | 206  | 102  |
| 5  | Stati Uniti (bandiera) | G     | Will Conroy        | 1982 | 188  | 88   |
| 6  | Stati Uniti (bandiera) | GA    | Eddie Jones        | 1971 | 198  | 84   |
| 7  | Stati Uniti (bandiera) | G     | Tarence Kinsey     | 1984 | 198  | 84   |
| 10 | Stati Uniti (bandiera) | G     | Lorinza Harrington | 1980 | 193  | 82   |
| 12 | Grecia (bandiera)      | C     | Jake Tsakalidīs    | 1979 | 218  | 129  |
| 16 | Spagna (bandiera)      | AC    | Pau Gasol          | 1980 | 213  | 103  |
| 20 | Stati Uniti (bandiera) | G     | Damon Stoudamire   | 1973 | 178  | 78   |
| 21 | Stati Uniti (bandiera) | A     | Hakim Warrick      | 1982 | 206  | 219  |
| 22 | Stati Uniti (bandiera) | A     | Rudy Gay           | 1986 | 206  | 100  |
| 30 | Stati Uniti (bandiera) | G     | Dahntay Jones      | 1980 | 198  | 95   |
| 32 | Stati Uniti (bandiera) | A     | Alexander Johnson  | 1983 | 206  | 109  |
| 33 | Stati Uniti (bandiera) | A     | Mike Miller        | 1980 | 203  | 99   |
| 34 | Stati Uniti (bandiera) | A     | Scott Padgett      | 1976 | 206  | 109  |
| 35 | Stati Uniti (bandiera) | C     | Brian Cardinal     | 1977 | 203  | 111  |
| 44 | Stati Uniti (bandiera) | A     | Lawrence Roberts   | 1982 | 206  | 109  |

## Staff tecnico
- Allenatori: Mike Fratello (6-24) (fino al 28 dicembre)[1], Tony Barone (16-36)
- Vice-allenatori: J.J. Anderson, Paul Cormier, Lionel Hollins, Eric Musselman
- Preparatore atletico: Drew Graham